# Бёджевайн, Генри Андрес
Генри Андрес Бёджевайн (англ. Henry Andres Burgevine, кит. 白齊文, 1836—1865) — американский моряк, авантюрист, солдат удачи. Знаменит своими боевыми действиями в годы восстания тайпинов.
Бёджевайн был сыном французского офицера, который служил в армии Наполеона, а потом эмигрировал в США и поселился в Чапел-Хилл (штат Северная Каролина), где стал преподавать французский язык в местном университете. После смерти отца Бёджевайн жил с сестрой у бабушки с дедушкой в Эшфорде, а в 7-летнем возрасте переехал вместе с матерью в Вашингтон, где прожил до 1853 года.
Побывав в Индии, Австралии и на Гавайях он вернулся в Вашингтон, где записался во французскую армию для участия в Крымской войне. За свою храбрость на фронте он получил награды.
Во время восстания тайпинов в Китае он стал заместителем командира «Всегда побеждающей армии», созданной из китайцев по европейскому образцу, а после смерти её создателя Фредерика Варда стал её командиром. Вард желал, чтобы армию после его смерти возглавил филиппинец Маканайя, однако цинские власти предпочли Бёджевайна. Однако вскоре Бёджевайн предал цинские власти и перешёл на сторону тайпинов, присоединившись к армии Ли Шисяня. Позднее он был депортирован в США, но вернулся в Китай с пол-дороги. По возвращении в Китай он был арестован цинскими властями вновь, и согласно одной версии утонул во время плавания из Сямэня в Шанхай, а согласно другой — был убит по приказу Ли Хунчжана.